# Mansfield (Teksas)
Mansfield je grad u američkoj saveznoj državi Teksas. Prema popisu stanovništva iz 2010. u njemu je živjelo 56.368 stanovnika.